# Orthetrum villosovittatum
Orthetrum villosovittatum is een libellensoort uit de familie van de korenbouten (Libellulidae), onderorde echte libellen (Anisoptera).
De wetenschappelijke naam Orthetrum villosovittatum is voor het eerst geldig gepubliceerd in 1868 door Brauer.